# Dumenza
Dumenza (Duménsa in dialetto varesotto) è un comune italiano di 1 452 abitanti della provincia di Varese in Lombardia.
È costituito dalle frazioni di Runo, Due Cossani, Stivigliano, Trezzino, Vignone e Torbera e da altre diverse località.

## Geografia fisica
Il territorio è attraversato dal Rio Colmegnino, che nasce in località Regordallo (Due Cossani) dal monte Colmegnino e si getta nel Lago Maggiore a livello della frazione Colmegna di Luino. La valle così scavata prende però il nome di Val Dumentina (anche chiamata valle Smeralda per i suoi colori verdeggianti). A nord del Colmegnino si staglia il Monte Lema, che coi suoi 1624 metri s.l.m. è un'ottima vetta panoramica, la più alta del Luinese, servito da una funivia sul lato svizzero, da Miglieglia. Dumenza infatti confina con la Svizzera e ospita un valico pedonale in località Palone (Dumenza). A nord, invece, confina con la Val Veddasca, alla quale si accede proseguendo lungo la strada provinciale 6.

## Origini del nome
Diverse teorie giustificano il toponimo. La più probabile è che derivi da un nome di persona: negli elenchi dei "fuochi" (cioè delle famiglie) del comune, tra alcuni capofamiglia si presenta infatti il nome di Dugmentio. Potrebbe derivare da dux mensae o da loco mensa. Solamente in un documento storico, di altro comune, appare infatti come Locomenza.

## Storia
Due mensole in pietra ornate da facce umane, trovate dal parroco Parapini nella chiesa, datano 909. Ora si trovano alla base della torre. Ma queste contrade sono già citate in un documento del 700 che testimonia come re Liutprando fece dono delle terre della Valtravaglia al monastero di San Pietro in Ciel d'Oro di Pavia.
La torre campanaria della chiesa di San Giorgio, a Runo, pare avesse avuto ruolo militare nel periodo precedente il mille, durante le diverse invasioni barbariche: la strada, infatti, che da Varese portava a Luino e poi a Dumenza, era l'unica che accedeva a Bellinzona, non esistendo il lungo lago. Probabilmente faceva parte di un sistema di torri lungo queste valli, delle quali quella di Runo è l'unica superstite.
Dal XVI secolo fu sotto la signoria della ricca e potente famiglia Moriggia.
In età napoleonica il comune annesse per la prima volta Runo. Il primo Consiglio comunale fu eletto nel 1821. Nel 1928 il fascismo diede al comune l'estensione attuale incorporandogli Due Cossani e Runo.

## Monumenti e luoghi d'interesse
- La chiesa di San Nazario.
- La chiesa dell'Immacolata (dell'ex istituto delle suore orsoline).
- La chiesa di San Giorgio in località Runo

Il nucleo storico di Dumenza è caratterizzato da case rurali con ampi ballatoi soleggiati.

### Stivigliano
Stivigliano mantiene intatta la propria conformazione medievale, con viuzze strette e case addossate tra loro. È visibile una vecchia torretta che si affaccia sulla Val Dumentina, a scopo evidentemente militare.

## Società

### Evoluzione demografica
Abitanti censiti